# 第2次安倍内閣
第2次安倍内閣（だいにじ あべないかく）は、衆議院議員・自由民主党総裁の安倍晋三が第96代内閣総理大臣に任命され、2012年（平成24年）12月26日から2014年（平成26年）9月3日まで続いた日本の内閣。
自由民主党と公明党による自公連立政権である。
2012年（平成24年）11月16日に衆議院が解散され、12月16日に実施された第46回衆議院議員総選挙で与党の民主党が大敗、自公連立への政権交代が確定。同年12月26日、野田第3次改造内閣（野田佳彦首相）の総辞職に伴い、鳩山由紀夫、菅直人、野田佳彦と3人続いた民主党政権を経て、3年3か月ぶりに自公連立政権として成立した。

## 内閣の顔ぶれ・人事
所属政党・出身:
  自由民主党（町村派）   自由民主党（岸田派）   自由民主党（額賀派）   自由民主党（麻生派）   自由民主党（二階派）
  自由民主党（石原派）   自由民主党（谷垣G）    自由民主党（大島派）   自由民主党（無派閥）   公明党   中央省庁・民間

### 国務大臣
2012年（平成24年）12月26日任命。
| 職名                                                                                               | 氏名       | 氏名 | 所属                               | 特命事項等 | 備考                                          |
| -------------------------------------------------------------------------------------------------- | ---------- | ---- | ---------------------------------- | --- | --------------------------------------------- |
| 内閣総理大臣                                                                                       | 安倍晋三   |      | 衆議院 自由民主党 （町村派）       | | 自由民主党総裁 再入閣 2度目の内閣総理大臣就任 |
| 副総理 財務大臣 内閣府特命担当大臣 （金融）                                                        | 麻生太郎   |      | 衆議院 自由民主党 （麻生派）       | デフレ脱却・円高対策担当 内閣総理大臣臨時代理 就任順位第1位（副総理）                                         | 再入閣 安倍内閣再入閣                         |
| 総務大臣 内閣府特命担当大臣 （国家戦略特別区域） （地方分権改革）                                  | 新藤義孝   |      | 衆議院 自由民主党 （額賀派）       | 地域活性化担当 道州制担当                                                                                     | 初入閣                                        |
| 法務大臣                                                                                           | 谷垣禎一   |      | 衆議院 自由民主党 （谷垣グループ） | 内閣総理大臣臨時代理 就任順位第3位                                                                            | 再入閣                                        |
| 外務大臣                                                                                           | 岸田文雄   |      | 衆議院 自由民主党 （岸田派）       | | 再入閣 安倍内閣再入閣                         |
| 文部科学大臣                                                                                       | 下村博文   |      | 衆議院 自由民主党 （町村派）       | 教育再生担当 国立国会図書館 連絡調整委員会委員 東京オリンピック・ パラリンピック担当                          | 初入閣 第一次安倍内閣官房副長官               |
| 厚生労働大臣                                                                                       | 田村憲久   |      | 衆議院 自由民主党 （額賀派）       | | 初入閣                                        |
| 農林水産大臣                                                                                       | 林芳正     |      | 参議院 自由民主党 （岸田派）       | | 再入閣                                        |
| 経済産業大臣 内閣府特命担当大臣 （原子力損害賠償支援機構担当） （原子力損害賠償・ 廃炉等支援機構） | 茂木敏充   |      | 衆議院 自由民主党 （額賀派）       | 原子力経済被害担当 産業競争力担当                                                                             | 再入閣                                        |
| 国土交通大臣                                                                                       | 太田昭宏   |      | 衆議院 公明党                      | 水循環政策担当                                                                                                | 初入閣                                        |
| 環境大臣 内閣府特命担当大臣 （原子力防災）                                                         | 石原伸晃   |      | 衆議院 自由民主党 （石原派）       | 内閣総理大臣臨時代理 就任順位第5位                                                                            | 再入閣                                        |
| 防衛大臣                                                                                           | 小野寺五典 |      | 衆議院 自由民主党 （岸田派）       | | 初入閣                                        |
| 内閣官房長官                                                                                       | 菅義偉     |      | 衆議院 自由民主党 （無派閥）       | 国家安全保障強化担当 内閣総理大臣臨時代理 就任順位第2位                                                       | 再入閣 安倍内閣再入閣                         |
| 復興大臣                                                                                           | 根本匠     |      | 衆議院 自由民主党 （岸田派）       | 福島原発事故再生総括担当                                                                                      | 初入閣                                        |
| 国家公安委員会委員長 内閣府特命担当大臣 （防災）                                                   | 古屋圭司   |      | 衆議院 自由民主党 （二階派）       | 拉致問題担当 国土強靱化担当                                                                                   | 初入閣                                        |
| 内閣府特命担当大臣 （沖縄及び北方対策） （科学技術政策） （宇宙政策）                              | 山本一太   |      | 参議院 自由民主党 （無派閥）       | 情報通信技術（IT）政策担当 海洋政策・領土問題担当                                                             | 初入閣                                        |
| 内閣府特命担当大臣 （消費者及び食品安全） （少子化対策） （男女共同参画）                          | 森まさこ   |      | 参議院 自由民主党 （町村派）       | 女性活力・子育て支援担当 特定秘密保護関連担当                                                                 | 初入閣                                        |
| 内閣府特命担当大臣 （経済財政政策）                                                                | 甘利明     |      | 衆議院 自由民主党 （無派閥）       | 経済再生担当 社会保障・税一体改革担当 環太平洋経済連携協定 （TPP）交渉担当 内閣総理大臣臨時代理 就任順位第4位 | 再入閣 安倍内閣再入閣                         |
| 内閣府特命担当大臣 （規制改革）                                                                    | 稲田朋美   |      | 衆議院 自由民主党 （町村派）       | 行政改革担当 公務員制度改革担当 国家公務員制度担当 クールジャパン戦略担当 再チャレンジ担当                    | 初入閣                                        |

- 2012年（平成24年）12月26日任命。
- 組閣時の平均年齢：57歳
  - 最年長：72歳（麻生太郎）
  - 最年少：48歳（田村憲久）

### 内閣官房副長官・内閣法制局長官
| 職名           | 氏名     | 所属等                               | 備考                               |
| -------------- | -------- | ------------------------------------ | ---------------------------------- |
| 内閣官房副長官 | 加藤勝信 | 衆議院／自由民主党（額賀派）         |                                    |
| 内閣官房副長官 | 世耕弘成 | 参議院／自由民主党（町村派）         |                                    |
| 内閣官房副長官 | 杉田和博 | 元内閣危機管理監／警察庁             |                                    |
| 内閣法制局長官 | 山本庸幸 | 元内閣法制次長／通商産業省           | 2013年8月8日退任                   |
| 内閣法制局長官 | 小松一郎 | 元フランス共和国特命全権大使／外務省 | 2013年8月8日任命 2014年5月16日退任 |
| 内閣法制局長官 | 横畠裕介 | 前内閣法制次長／検察庁               | 2014年5月16日任命                  |

### 副大臣
| 職名           | 氏名       | 所属                         | 備考                                 |
| -------------- | ---------- | ---------------------------- | ------------------------------------ |
| 復興副大臣     | 谷公一     | 衆議院／自由民主党（二階派） |                                      |
| 復興副大臣     | 浜田昌良   | 参議院／公明党               |                                      |
| 復興副大臣     | 秋葉賢也   | 衆議院／自由民主党（無派閥） | 厚生労働副大臣兼任 2013年9月30日退任 |
| 復興副大臣     | 寺田稔     | 衆議院／自由民主党（岸田派） | 内閣府副大臣兼任 2013年9月30日退任   |
| 復興副大臣     | 愛知治郎   | 参議院／自由民主党（無派閥） | 財務副大臣兼任 2013年9月30日任命     |
| 復興副大臣     | 岡田広     | 参議院／自由民主党（無派閥） | 内閣府副大臣兼任 2013年9月30日任命   |
| 内閣府副大臣   | 伊達忠一   | 参議院／自由民主党（町村派） | 2013年9月30日退任                    |
| 内閣府副大臣   | 西村康稔   | 衆議院／自由民主党（町村派） |                                      |
| 内閣府副大臣   | 寺田稔     | 寺田稔                       | 復興副大臣兼任 2013年9月30日退任     |
| 内閣府副大臣   | 坂本哲志   | 衆議院／自由民主党（石原派） | 総務副大臣兼任 2013年9月30日退任     |
| 内閣府副大臣   | 赤羽一嘉   | 衆議院／公明党               | 経済産業副大臣兼任                   |
| 内閣府副大臣   | 井上信治   | 衆議院／自由民主党（麻生派） | 環境副大臣兼任                       |
| 内閣府副大臣   | 後藤田正純 | 衆議院／自由民主党（無派閥） | 2013年9月30日任命                    |
| 内閣府副大臣   | 岡田広     | 岡田広                       | 復興副大臣兼任 2013年9月30日任命     |
| 内閣府副大臣   | 関口昌一   | 参議院／自由民主党（額賀派） | 総務副大臣兼任 2013年9月30日任命     |
| 総務副大臣     | 柴山昌彦   | 衆議院／自由民主党（町村派） | 2013年9月30日退任                    |
| 総務副大臣     | 坂本哲志   | 坂本哲志                     | 内閣府副大臣兼任 2013年9月30日退任   |
| 総務副大臣     | 上川陽子   | 衆議院／自由民主党（岸田派） | 2013年9月30日任命                    |
| 総務副大臣     | 関口昌一   | 関口昌一                     | 内閣府副大臣兼任 2013年9月30日任命   |
| 法務副大臣     | 後藤茂之   | 衆議院／自由民主党（無派閥） | 2013年9月30日退任                    |
| 法務副大臣     | 奥野信亮   | 衆議院／自由民主党（町村派） | 2013年9月30日任命                    |
| 外務副大臣     | 鈴木俊一   | 衆議院／自由民主党（岸田派） | 2013年9月30日退任                    |
| 外務副大臣     | 松山政司   | 参議院／自由民主党（岸田派） | 2013年9月30日退任                    |
| 外務副大臣     | 岸信夫     | 衆議院／自由民主党（町村派） | 2013年9月30日任命                    |
| 外務副大臣     | 三ツ矢憲生 | 衆議院／自由民主党（谷垣G）  | 2013年9月30日任命                    |
| 財務副大臣     | 小渕優子   | 衆議院／自由民主党（額賀派） | 2013年9月30日退任                    |
| 財務副大臣     | 山口俊一   | 衆議院／自由民主党（麻生派） | 2013年9月30日退任                    |
| 財務副大臣     | 古川禎久   | 衆議院／自由民主党（無派閥） | 2013年9月30日任命                    |
| 財務副大臣     | 愛知治郎   | 愛知治郎                     | 復興副大臣兼任 2013年9月30日任命     |
| 文部科学副大臣 | 谷川弥一   | 衆議院／自由民主党（町村派） | 2013年9月30日退任                    |
| 文部科学副大臣 | 福井照     | 衆議院／自由民主党（岸田派） | 2013年9月30日退任                    |
| 文部科学副大臣 | 櫻田義孝   | 衆議院／自由民主党（額賀派） | 2013年9月30日任命                    |
| 文部科学副大臣 | 西川京子   | 衆議院／自由民主党（麻生派） | 2013年9月30日任命                    |
| 厚生労働副大臣 | 桝屋敬悟   | 衆議院／公明党               | 2013年9月30日退任                    |
| 厚生労働副大臣 | 秋葉賢也   | 秋葉賢也                     | 復興副大臣兼任 2013年9月30日退任     |
| 厚生労働副大臣 | 佐藤茂樹   | 衆議院／公明党               | 2013年9月30日任命                    |
| 厚生労働副大臣 | 土屋品子   | 衆議院／自由民主党（無派閥） | 2013年9月30日任命                    |
| 農林水産副大臣 | 江藤拓     | 衆議院／自由民主党（無派閥） |                                      |
| 農林水産副大臣 | 加治屋義人 | 参議院／自由民主党（岸田派） | 2013年9月30日退任                    |
| 農林水産副大臣 | 吉川貴盛   | 衆議院／自由民主党（額賀派） | 2013年9月30日任命                    |
| 経済産業副大臣 | 菅原一秀   | 衆議院／自由民主党（無派閥） | 2013年9月30日退任                    |
| 経済産業副大臣 | 赤羽一嘉   | 赤羽一嘉                     | 内閣府副大臣兼任                     |
| 経済産業副大臣 | 松島みどり | 衆議院／自由民主党（町村派） | 2013年9月30日任命                    |
| 国土交通副大臣 | 梶山弘志   | 衆議院／自由民主党（無派閥） | 2013年9月30日退任                    |
| 国土交通副大臣 | 鶴保庸介   | 参議院／自由民主党（二階派） | 2013年9月30日退任                    |
| 国土交通副大臣 | 高木毅     | 衆議院／自由民主党（町村派） | 2013年9月30日任命                    |
| 国土交通副大臣 | 野上浩太郎 | 参議院／自由民主党（町村派） | 2013年9月30日任命                    |
| 環境副大臣     | 田中和徳   | 衆議院／自由民主党（無派閥） | 2013年9月30日退任                    |
| 環境副大臣     | 井上信治   | 井上信治                     | 内閣府副大臣兼任                     |
| 環境副大臣     | 北川知克   | 衆議院／自由民主党（大島派） | 2013年9月30日任命                    |
| 防衛副大臣     | 江渡聡徳   | 衆議院／自由民主党（大島派） | 2013年9月30日退任                    |
| 防衛副大臣     | 武田良太   | 衆議院／自由民主党（無派閥） | 2013年9月30日任命                    |

### 大臣政務官
| 職名               | 氏名         | 所属                               | 備考                                     |
| ------------------ | ------------ | ---------------------------------- | ---------------------------------------- |
| 復興大臣政務官     | 亀岡偉民     | 衆議院／自由民主党（町村派）       | 内閣府大臣政務官兼任                     |
| 復興大臣政務官     | 島尻安伊子   | 参議院／自由民主党（額賀派）       | 内閣府大臣政務官兼任 2013年9月30日退任   |
| 復興大臣政務官     | 長島忠美     | 衆議院／自由民主党（二階派）       | 農林水産大臣政務官兼任 2013年9月30日退任 |
| 復興大臣政務官     | 德田毅       | 衆議院／自由民主党（谷垣G）        | 国土交通大臣政務官兼任 2013年2月4日退任  |
| 復興大臣政務官     | 坂井学       | 衆議院／自由民主党（無派閥）       | 国土交通大臣政務官兼任 2013年2月6日任命  |
| 復興大臣政務官     | 小泉進次郎   | 衆議院／自由民主党（無派閥）       | 内閣府大臣政務官兼任 2013年9月30日任命   |
| 復興大臣政務官     | 福岡資麿     | 参議院／自由民主党（額賀派）       | 内閣府大臣政務官兼任 2013年9月30日任命   |
| 内閣府大臣政務官   | 山際大志郎   | 衆議院／自由民主党（石原派）       | 2013年9月30日退任                        |
| 内閣府大臣政務官   | 亀岡偉民     | 亀岡偉民                           | 復興大臣政務官兼任                       |
| 内閣府大臣政務官   | 島尻安伊子   | 島尻安伊子                         | 復興大臣政務官兼任 2013年9月30日退任     |
| 内閣府大臣政務官   | 北村茂男     | 衆議院／自由民主党（町村派）       | 総務大臣政務官兼任 2013年9月30日退任     |
| 内閣府大臣政務官   | 平将明       | 衆議院／自由民主党（無派閥）       | 経済産業大臣政務官兼任 2013年9月30日退任 |
| 内閣府大臣政務官   | 秋野公造     | 衆議院／公明党                     | 環境大臣政務官兼任 2013年9月30日退任     |
| 内閣府大臣政務官   | 小泉進次郎   | 小泉進次郎                         | 復興大臣政務官兼任 2013年9月30日任命     |
| 内閣府大臣政務官   | 福岡資麿     | 福岡資麿                           | 復興大臣政務官兼任 2013年9月30日任命     |
| 内閣府大臣政務官   | 松本文明     | 衆議院／自由民主党（町村派）       | 総務大臣政務官兼任 2013年9月30日任命     |
| 内閣府大臣政務官   | 伊藤忠彦     | 衆議院／自由民主党（二階派）       | 総務大臣政務官兼任 2013年9月30日任命     |
| 内閣府大臣政務官   | 磯崎仁彦     | 参議院／自由民主党（岸田派）       | 経済産業大臣政務官兼任 2013年9月30日任命 |
| 内閣府大臣政務官   | 浮島とも子   | 衆議院／公明党                     | 環境大臣政務官兼任 2013年9月30日任命     |
| 総務大臣政務官     | 橘慶一郎     | 衆議院／自由民主党（無派閥）       | 2013年9月30日退任                        |
| 総務大臣政務官     | 松本文明     | 松本文明                           | 内閣府大臣政務官兼任 2013年9月30日任命   |
| 総務大臣政務官     | 片山さつき   | 参議院／自由民主党（二階派）       | 2013年9月30日退任                        |
| 総務大臣政務官     | 北村茂男     | 北村茂男                           | 内閣府大臣政務官兼任 2013年9月30日退任   |
| 総務大臣政務官     | 藤川政人     | 参議院／自由民主党（麻生派）       | 2013年9月30日任命                        |
| 総務大臣政務官     | 伊藤忠彦     | 伊藤忠彦                           | 内閣府大臣政務官兼任 2013年9月30日任命   |
| 法務大臣政務官     | 盛山正仁     | 衆議院／自由民主党（岸田派）       | 2013年9月30日退任                        |
| 法務大臣政務官     | 平口洋       | 衆議院／自由民主党（額賀派）       | 2013年9月30日任命                        |
| 外務大臣政務官     | 阿部俊子     | 衆議院／自由民主党（谷垣グループ） | 2013年9月30日退任                        |
| 外務大臣政務官     | 城内実       | 衆議院／自由民主党（無派閥）       | 2013年9月30日退任                        |
| 外務大臣政務官     | 若林健太     | 参議院／自由民主党（町村派）       | 2013年9月30日退任                        |
| 外務大臣政務官     | 石原宏高     | 衆議院／自由民主党（石原派）       | 2013年9月30日任命                        |
| 外務大臣政務官     | 木原誠二     | 衆議院／自由民主党（岸田派）       | 2013年9月30日任命                        |
| 外務大臣政務官     | 牧野京夫     | 参議院／自由民主党（額賀派）       | 2013年9月30日任命                        |
| 財務大臣政務官     | 伊東良孝     | 衆議院／自由民主党（二階派）       | 2013年9月30日退任                        |
| 財務大臣政務官     | 竹内譲       | 参議院／公明党                     | 2013年9月30日退任                        |
| 財務大臣政務官     | 葉梨康弘     | 衆議院／自由民主党（岸田派）       | 2013年9月30日任命                        |
| 財務大臣政務官     | 山本博司     | 参議院／公明党                     | 2013年9月30日任命                        |
| 文部科学大臣政務官 | 丹羽秀樹     | 衆議院／自由民主党（大島派）       | 2013年9月30日退任                        |
| 文部科学大臣政務官 | 義家弘介     | 衆議院／自由民主党（町村派）       | 2013年9月30日退任                        |
| 文部科学大臣政務官 | 冨岡勉       | 衆議院／自由民主党（石原派）       | 2013年9月30日任命                        |
| 文部科学大臣政務官 | 上野通子     | 参議院／自由民主党（無派閥）       | 2013年9月30日任命                        |
| 厚生労働大臣政務官 | 渡嘉敷奈緒美 | 衆議院／自由民主党（額賀派）       | 2013年9月30日退任                        |
| 厚生労働大臣政務官 | 丸川珠代     | 参議院／自由民主党（町村派）       | 2013年9月30日退任                        |
| 厚生労働大臣政務官 | 高鳥修一     | 衆議院／自由民主党（町村派）       | 2013年9月30日任命                        |
| 厚生労働大臣政務官 | 赤石清美     | 参議院／自由民主党（町村派）       | 2013年9月30日任命                        |
| 農林水産大臣政務官 | 稲津久       | 衆議院／公明党                     | 2013年9月30日退任                        |
| 農林水産大臣政務官 | 長島忠美     | 長島忠美                           | 復興大臣政務官兼任 2013年9月30日退任     |
| 農林水産大臣政務官 | 小里泰弘     | 衆議院／自由民主党（谷垣G）        | 2013年9月30日任命                        |
| 農林水産大臣政務官 | 横山信一     | 参議院／公明党                     | 2013年9月30日任命                        |
| 経済産業大臣政務官 | 佐藤ゆかり   | 参議院／自由民主党（無派閥）       | 2013年9月30日退任                        |
| 経済産業大臣政務官 | 田中良生     | 衆議院／自由民主党（無派閥）       | 2013年9月30日任命                        |
| 経済産業大臣政務官 | 平将明       | 平将明                             | 内閣府大臣政務官兼任 2013年9月30日退任   |
| 経済産業大臣政務官 | 磯崎仁彦     | 磯崎仁彦                           | 内閣府大臣政務官兼任 2013年9月30日任命   |
| 国土交通大臣政務官 | 赤澤亮正     | 衆議院／自由民主党（無派閥）       | 2013年9月30日退任                        |
| 国土交通大臣政務官 | 松下新平     | 参議院／自由民主党（谷垣G）        | 2013年9月30日退任                        |
| 国土交通大臣政務官 | 德田毅       | 德田毅                             | 復興大臣政務官兼任 2013年2月4日退任      |
| 国土交通大臣政務官 | 土井亨       | 衆議院／自由民主党（町村派）       | 2013年9月30日任命                        |
| 国土交通大臣政務官 | 中原八一     | 参議院／自由民主党（二階派）       | 2013年9月30日任命                        |
| 国土交通大臣政務官 | 坂井学       | 坂井学                             | 復興大臣政務官兼任 2013年2月6日任命      |
| 環境大臣政務官     | 齋藤健       | 衆議院／自由民主党（無派閥）       | 2013年9月30日退任                        |
| 環境大臣政務官     | 牧原秀樹     | 衆議院／自由民主党（無派閥）       | 2013年9月30日任命                        |
| 環境大臣政務官     | 秋野公造     | 秋野公造                           | 内閣府大臣政務官兼任 2013年9月30日退任   |
| 環境大臣政務官     | 浮島とも子   | 浮島とも子                         | 内閣府大臣政務官兼任 2013年9月30日任命   |
| 防衛大臣政務官     | 左藤章       | 衆議院／自由民主党（岸田派）       | 2013年9月30日退任                        |
| 防衛大臣政務官     | 佐藤正久     | 参議院／自由民主党（額賀派）       | 2013年9月30日退任                        |
| 防衛大臣政務官     | 木原稔       | 衆議院／自由民主党（額賀派）       | 2013年9月30日任命                        |
| 防衛大臣政務官     | 若宮健嗣     | 衆議院／自由民主党（額賀派）       | 2013年9月30日任命                        |

### 内閣総理大臣補佐官
| 職名                                                                          | 氏名       | 所属                        | 備考              |
| ----------------------------------------------------------------------------- | ---------- | --------------------------- | ----------------- |
| 内閣総理大臣補佐官 （ふるさと担当）                                           | 木村太郎   | 衆議院 自由民主党（町村派） |                   |
| 内閣総理大臣補佐官 （国家安全保障会議及び選挙制度担当）                       | 礒崎陽輔   | 参議院 自由民主党（町村派） | 2014年1月7日まで  |
| 内閣総理大臣補佐官 （国家安全保障に関する重要政策及び選挙制度担当）           | 磯崎陽輔   | 磯崎陽輔                    | 2014年1月7日より  |
| 内閣総理大臣補佐官 （国政の重要課題担当）                                     | 衛藤晟一   | 参議院 自由民主党（二階派） |                   |
| 内閣総理大臣補佐官 （政策企画担当）                                           | 長谷川榮一 | 民間                        | 内閣広報官兼任    |
| 内閣総理大臣補佐官 （国土強靭化及び復興等の社会資本整備並びに地域活性化担当） | 和泉洋人   | 民間 元内閣官房参与         | 2013年1月21日任命 |

## 内閣の動き

### 同一閣僚内閣としての戦後最長記録
首相と全閣僚が同じ人員の内閣としては、2014年2月24日に第1次佐藤栄作内閣の第1次改造内閣の425日を超え、同9月3日までに617日を記録し戦後最長記録を更新した。これ以上の期間となるのは、第二次世界大戦前を含めても他に明治時代の第2次山縣有朋内閣（711日）のみである。また、2013年は1年間（1月1日〜12月31日）を通じて閣僚の交代が一件も行われなかった。内閣改造や辞職に伴う閣僚の交代がまったくない年は、三木内閣の1975年以来38年ぶりであった。

第1次安倍内閣の官房副長官だった的場順三は、第2次安倍内閣の長期政権化の理由を「反対意見が多い中、自分で総裁選に出馬して流れを作った。衆院選、参院選の勝利で安倍チルドレンができ、党内基盤が強化されたため」としている。
安倍晋三は今回の内閣を「危機突破内閣」と命名した。第1次安倍内閣で閣僚を務めたみんなの党代表の渡辺喜美は「ちぐはぐ内閣」、琉球新報は「先祖返り内閣」、政治評論家の板垣英憲は「盟友・重鎮、お友達内閣」「経済最優先内閣」、経済アナリストの森永卓郎は「小泉構造改革再現内閣」、経済評論家の勝間和代は「経済再生必勝内閣」、政治ジャーナリストの後藤謙次は「巨頭内閣」、政治評論家の浅川博忠は「必勝堅実内閣」、政治評論家の森田実は「極右はしゃぎすぎ内閣」と命名した。ニューズウィーク日本版は「フェイスブック宰相」と書いた（2013年7月30日号）。
- 安倍は、当政権発足以前も自民党総裁及び総理大臣を務めたことがある（第90代、第1次安倍内閣、第1次安倍改造内閣）。首相経験者による自民党総裁への再選は党史上初、首相再任は1948年（昭和23年）に成立した第2次吉田内閣の吉田茂（第45代、第48代〜51代）以来である。
- 元首相の麻生太郎は副総理兼財務大臣として入閣したが、首相経験者の入閣は小渕内閣で宮澤喜一が大蔵大臣（2001年1月6日以降は財務大臣）として入閣（次の第2次森改造内閣まで）、第2次森改造内閣で橋本龍太郎が沖縄開発庁長官および行政改革担当大臣として入閣した時以来。元首相が副総理として再入閣するのは第1次吉田内閣の幣原喜重郎以来である。
- 鬼籍に入った中川昭一を除く盟友グループNASAの会の全員が内閣の重要閣僚として入閣した。
- 前総裁にあたる谷垣禎一のほか、その次の総裁を決める2012年自由民主党総裁選挙に立候補した石原伸晃や林芳正も入閣。同じく立候補し決選投票で敗れた石破茂は引き続き党幹事長に留任した。2013年10月からは石原伸晃の弟・石原宏高が外務大臣政務官に就任している。
- 安倍、麻生、谷垣の3名は、福田康夫（内閣成立前の選挙に出馬せず引退。地盤を受け継いだ息子の福田達夫が出馬して初当選した）とともにポスト小泉（小泉純一郎）と目され「麻垣康三」と呼ばれていたメンバーである。また、2013年10月からは、小泉純一郎の息子である小泉進次郎が自民党青年局長を退任して内閣府大臣政務官兼復興大臣政務官に就任している。
- 小渕優子は、内閣発足直前まで入閣内定とされていたが、ポスト調整により国務大臣ではなく財務副大臣に充てられた（2013年10月まで）。
- 初入閣者は10名、再入閣者は8名。この8名のうち麻生、甘利、岸田、菅の4人は1度目の安倍政権（第1次安倍内閣・第1次安倍改造内閣）でも閣僚を務めていた(ただし、全員とも本内閣とは異なるポスト)。同じく以前の安倍内閣で閣僚を務めた高村正彦は党副総裁に留任、高市早苗は党政務調査会長、伊吹文明は衆議院議長にそれぞれ就任した。
- 阿比留瑠比によれば外務大臣の人選が難航していたという。阿比留が「高村正彦さんどうですか？」と言ったら安倍が「体調の面で断られた。川口順子さんは本人が嫌がっているみたいだ。」と答え、その後、安倍から「外務大臣は岸田さんにした」という連絡があった[12]。
- 連立を組む公明党からは、前代表の太田昭宏が国土交通大臣として初入閣。太田は自民党が野党となる直前（麻生内閣の時）までの公明党の代表であり、次に代表となった山口那津男にとっては与党の党首となるのがこの内閣で初となる。

### 行政改革

#### 地方公務員給与削減問題

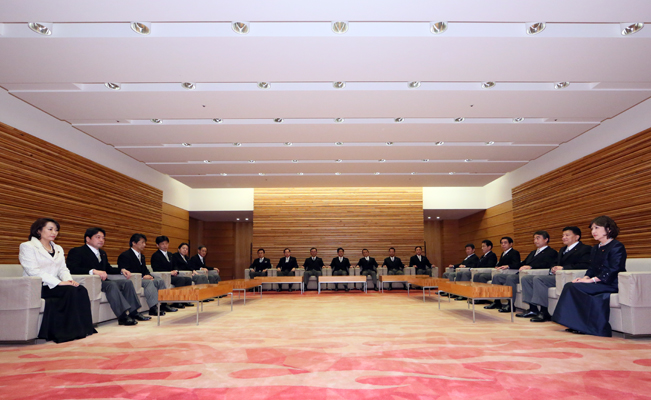
2012年12月26日、内閣発足後初となる閣僚懇談会にて

麻生太郎副総理兼財務相は地方公務員給与について、平均7.8%引き下げている国家公務員並みに削減するよう要請したが、2013年1月16日の自民党の日本経済再生本部の会合で所属議員から異論が続出した。西田昌司は「変なポピュリズムに流されてはいけない」、小島敏文は「地方自治体はすでに一生懸命給与をカットしてきている。夏の参院選で負けてしまう」とそれぞれ訴え、対立が尾をひくこととなった。また公明党代表の山口那津男も16日夜に自治労に出向いて、麻生に苦言を呈した。
2013年1月17日、政府は、地方自治体の4月からの地方公務員給与引き下げのため、給与に充てられている地方交付税を2013年度予算で削減する方針を固めた。その一方、総務省の地方財政審議会の神野直彦は「地方は、これまで国に先んじて独自の人員削減や給与削減を実施してきた」とクギを刺した。
2013年1月24日、臨時閣議で、地方公務員の給与を国家公務員並みに引き下げるよう自治体に求める方針を決定。自治体の自主的判断では国に追随する動きがほとんどないため、削減要請へ方針転換した。

##### 国会議員の歳費及び期末手当2割削減廃止
厳しい財政状況及び東日本大震災に対処する必要性に鑑み、一層の歳出の削減が不可欠であることから、国会議員の歳費及び期末手当の臨時特例に関する法律により、平成二十四年五月一日から消費税増税の1ヵ月後の平成二十六年四月三十日まで2割削減されていたが、約束した衆議院の定数削減なども行われないまま元に戻った。

#### 省庁等幹部交代
政権発足以降、異例の省庁人事が続き、民主党政権下で就任した幹部公務員等が交代した。まず2012年に内閣が発足すると、就任わずか1ヶ月ほどだった官房副長官補の梅本和義が退任となった。2013年3月に防衛事務次官の金沢博範が就任から1年ほどで退任、同年6月には総務事務次官の小笠原倫明、外務事務次官の河相周夫、財務事務次官の真砂靖、厚生労働事務次官の金子順一や、日本郵政社長の坂篤郎が、就任から1年未満で退任、文部科学事務次官の森口泰孝も、就任から1年あまりで退任となった。
また同月、商工組合中央金庫社長の関哲夫が元経済産業事務次官の杉山秀二と交代、8月には国土交通事務次官の佐藤直良及び海上保安庁長官の北村隆志が1年未満で退任。また、内閣法制局長官に、通例であった内閣法制次長からの昇格ではなく、集団的自衛権行使が合憲との立場をとる外交官の小松一郎を就任させた。

### 外交・安全保障

#### 靖国放火犯人引渡し問題
2013年1月3日、靖国神社を放火した中国籍容疑者の劉強に対して、ソウル高裁はこの行為を「政治犯」とみなし日本への引き渡しを認めない決定をした。この判決については「（政治犯であるため）引き渡しを求めてきた国に引き渡せば迫害を受けることが予想される」という日韓犯罪人引渡し条約の条文を元に「（劉強容疑者を）日本に引き渡すことは、韓国の政治的秩序や憲法理念、そして大多数の文明国の普遍的な価値を否定するもの」との判断から出たものだとされている。翌4日には外務省事務次官の河相が駐日大使の申珏秀に抗議し、申大使は「靖国神社を単なる宗教施設でなく、過去の侵略戦争を正当化する政治秩序の象徴とみなした犯行」と回答した。 この問題については、『歴史認識を理由にした放火犯を「政治犯」とする主張はあまりにも筋違い』といった報道もなされたが、引渡し実現の見通しは立っていない。

#### ブルーインパルス731号問題
2013年5月15日、東日本大震災の被災地視察で安倍が試乗したブルーインパルスの機体番号が「731」だったことから、中国で展開していたとされる旧日本軍の731部隊を連想させる「挑発だ」とYTNテレビなどの韓国メディアが一斉に報道。駐日大使の申珏秀は「731部隊の被害者がどう受け止めるか（日本側は）考える必要がある」と述べた。

#### 米国による北方領土への発電所建設
米アラバマ州に本社を置くタイガー・マシナリーの傘下企業であるサハリン・マシーナリー（米建設機械大手キャタピラーの公式ディーラー）が日本とロシアが領有権を巡り係争中の北方四島で地熱・風力発電所の建設工事を受注した。民主党政権時代には、国後島の地熱発電所建設に着手し、さらに国後島の風力発電所関連設備の生産も請け負ったと言われている。産経新聞は、北方領土での経済活動に加わる第三国の企業や関係者に日本への入国禁止といった経済制裁措置を科すことを提案をしているが、日本の外務省は抗議以外の特段の対抗措置はとっていないため、そのまま建設されるとみられている。その一方で安倍政権は、双日によるコージェネレーションシステム供給の覚書や日本企業の直接投資支援のための数億ドル規模の日ロ共同基金創設など、経済協力を積極的に進める方針である。

#### 中国軍によるレーダー照射問題
2013年2月7日、中国人民解放軍海軍艦船による海上自衛隊護衛艦への火器管制用レーダー照射について、安倍が報告を受けたのは発生から6日後だったことが明らかになり、国会で追及を受けた。ただ、民主党政権時代にも複数回レーダー照射があったと朝日新聞6日の夕刊や日経新聞7日の朝刊などで相次いで報道されたほか、民主党の原口一博の稚拙な追及も問題視された。

#### TPPと衆議院選挙公約問題
2013年3月15日、TPP交渉参加表明を行った。なお、第46回衆議院議員総選挙の前に麻生太郎が野田佳彦（内閣総理大臣、当時）に電話し、「TPPをやってくれ。それがあなたの最後の仕事だ」と迫っていたことが判明している。6月2日には、山形県の県農協政治連盟が反TPP参加を掲げるみどりの風の舟山康江の推薦を決めたことに対して、自民党の西川公也が「いま自民党を敵にして農業が大丈夫だと思っているのか」と激昂した。
安倍は3月18日の予算委員会でTPP反対の北海道選出議員を念頭に「国益と自民党の党益が相反するときには自民党なんか解散するんですよ。当たり前じゃありませんか」と答弁し、自民党内の慎重派に対して「政府に条件をつけ過ぎている」と批判している日本維新の会の橋下徹との連携も視野に入れているとされる。
2013年3月24日、自動車・保険以外の「非関税措置」に関する協議の決着も、交渉参加に不可欠な米議会通告の前提条件とされていることが明らかになった。長期化して日本の交渉参加を遅らせたり、米側への譲歩を2カ国間の取引で解決することを目指しているとみられる。米国との事前折衝については、4月1日に菅官房長官があくまで7月からの交渉参加を目指す方針を示し、これ以上遅れると日本の立場を『主張できなくなる』ので『ギリギリの時期だ』との見解を示したが、実際には、「著作権保護期間の延長」や「商標権に関して損害額を証明をできなくても裁判所が賠償金額を決められる『法定損害賠償』の導入」などで米側が攻勢を強めているといわれている。
2013年4月9日、自動車・保険分野での米国との事前協議がまとまる公算となり、7月中に交渉参加の方向となった。12日に発表された事前協議の合意によると、実に9つもの分野の非関税措置（「知的財産権」、「保険分野」、「透明性と貿易円滑化」、「食品の安全基準」、企業などの競争を促す「競争政策」、公共事業などの「政府調達」、「投資のルール」、「宅配便」、工業製品などの「規格や基準」）が日米2ヶ国間の直接協議の対象となり、日米経済調和対話や年次改革要望書と内容が重複する部分が多い。さらに、交渉参加との交換条件で、乗用車やトラックにかける関税を最大限維持することが早々に決定されたことに日本自動車工業会からは落胆の声があがり、その一方で農産物の聖域化は具体案が交渉入り後にしか決定されず、聖域が認められてもごく一部に限定されるとみられることから、壊滅的なダメージが出ると予測される北海道を中心に反発が広がっている。また、韓国の国会議員が米議会の議員に対して、歴史認識問題と絡めてTPP交渉を判断するように米国に求める書簡を送っている。
2013年5月17日、マレーシアで行われる7月のTPP会合が15日から24日までの日程で開かれる見通しとなったため、米国との事前折衝の目的であった早期の交渉参加そのものが（米国の議会承認は23日であるため）実質的には退けられた形となった。その後、日本側の要請で1日だけ会期が延長され、見解の表明と独自の提案のみは実施できる見通しとなった。
内閣総理大臣の安倍晋三は、政治家となって以来、国を開いて日本の社会や市場をオープンにする事を哲学とし「世界に対してどこまでも、広々と、オープンにつながる日本」を求めており、2013年、6月19日にロンドンで行われた講演で「ではいかにして、成長を図るのか。国を開くこと、日本の市場を、オープンにすることです。これは、政治家となって以来、私の中に流れる一貫した哲学でした。」と国を開いていく意欲を示した。「もはや、国境や国籍にこだわる時代は過ぎ去りました。」「(日米)両国が、TPPをつくるのは、歴史の必然です。」との見解を示し、グローバル企業活動の国境の撤廃を目指している。また、2013年7月26日、シンガポールで行った講演では「世界一、ビジネス・フレンドリーな国にしたいと、私たちは言い続けています。この点、シンガポールに追いつき、できれば追い越したい。真剣に、そう思っています。」と述べ、2013年9月25日、ニューヨーク証券取引所で行った講演では、「私は、日本を、アメリカのようにベンチャー精神のあふれる、「起業大国」にしていきたいと考えています。」とも述べている。

#### 閣僚の靖国神社参拝
2013年4月、靖国神社の春の例大祭に、副総理兼財務大臣の麻生太郎・総務大臣の新藤義孝・拉致問題担当大臣の古屋圭司・官房副長官の加藤勝信が参拝し、安倍は真榊を奉納した。さらに「みんなで靖国神社に参拝する国会議員の会」からは168人が参拝した。
これに対して中国は外務省報道官の華春瑩が「日本は歴史を直視し戦時中の侵略行為による犠牲者の感情を重んじるべきだ」とする見解を発表。またアジア開発銀行年次総会に合わせて例年5月に行なわれている日中韓財務大臣・中央銀行総裁会議の中止を議長国として決めた。公式の理由は「当事国間で調整を要する重大な課題はない」。その一方で日本政府は、中韓との関係悪化を踏まえて中国や韓国の財務相と中銀総裁も参加する従来の枠組みとは別の取り組みを東南アジア諸国連合との間で始めている。
韓国も政府高官が「極めて不快」と批判し、月末に予定されていた尹炳世外務大臣の訪日中止を決定したが、官房長官の菅義偉は「（外相会談を）やる、やらないさえ決まっていなかった。調整はしていたが、韓国側から何も聞いていない」と述べ、外相会談が中止になったという見方については否定した。訪日中止の背景には、麻生が2月の大統領・朴槿恵との会談で「同じ国、民族でも歴史認識は一致しない。それを前提に歴史認識を論じるべきではないか」などと歴史問題で強い立場を示したことがあるとも言われている。また参拝の2日後である23日の参議院予算委員会で安倍が「侵略という定義は学界的にも国際的にも定まっていない。国と国の関係でどちらから見るかで違う」と答弁したため、24日付の韓国各紙が一面で強く反発。外務第1次官の金奎顕は24日、国会での答弁中で「安倍内閣の歴史認識を遺憾に思う。日本の指導者の時代錯誤の発言は残念だ」と批判した。さらに民主統合党議員の洪翼杓が靖国神社を参拝した麻生・新藤・古屋の3閣僚に関して上陸拒否者に指定するよう要求するなど、「大使の召還」まで含めた外交的対応が検討されているという。29日には韓国国会も、「(日本の軍国主義回帰の動きについて)あらゆる外交的手段を動員して強力な措置を取ることを求める」とする決議を圧倒的多数（賛成238 棄権1 反対0）で可決した。
他の国では、ニューヨーク・タイムズが24日付け紙面で『日本の要らぬ国家主義』と題した社説を掲げて“安倍氏は歴史的な傷を悪化させるのではなく、長く停滞している経済の改善と、アジアと世界での指導的民主国家としての役割強化に重点を置いて、日本の将来を構想することに集中すべきだ”と主張ワシントン・ポストは27日付社説で『安倍晋三は歴史を正視できない』と題して批判。フィナンシャルタイムズは「天皇崇拝の国粋主義的カルトと分かち難く結び付いた靖国神社は間違った場所だ」と述べ、宗教色のない国立慰霊施設の建立などを促した。またバラク・オバマ政権が外交ルートで非公式に、東アジア情勢の不安定化に対する懸念を表明したと日米外交筋が明らかにした。さらに25日には、オバマ政権が「日米関係はもはや全世界で最も重要な同盟関係ではない」と韓国外交筋に語っていたことが分かっている。2013年6月2日には、国連事務総長の潘基文が「過去の歴史への正しい理解」を求めるとし靖国神社参拝への懸念を表明した。
安倍は24日の参院予算委員会においても、「わが閣僚はどんな脅かしにも屈しない。尊い英霊に尊崇の念を表する自由を確保していくのは当然のことだ」と参拝容認の姿勢を示し、中国や韓国の反発に対しては「国益を守り、歴史や伝統の上に立った誇りを守ることも私の仕事だ。それを削れば関係がうまくという考え方は間違っている」「靖国の抗議を始めたのは盧武鉉（政権）時代が顕著になったが、それ以前はほとんどない。なぜ急に態度が変わったかも調べる必要がある」と述べた。
「みんなで参拝する会」会長の尾辻秀久は、参拝に関して「国会議員が英霊を参拝するのはどこの国でも行っているごく自然な行為だ。反発はよく理解できない」と述べた。一方で25人が参拝したとされる日本維新の会共同代表の橋下徹は、政権与党は靖国参拝について外交上の配慮が必要との認識を示した。4月28日には、行政改革担当大臣の稲田朋美が例年通り参拝を行っている。
2013年5月1日に米議会調査局が「安倍内閣の一部の閣僚は極端に国家主義的な見方を持っており、閣僚の選択は安倍氏の（歴史問題での）考えを反映している」「集団的自衛権の行使を巡る憲法解釈を変更しようとしたことについては米政府から歓迎されたが、その他の発言は、日本の侵略やアジアの犠牲といった歴史を否定する、修正主義者の見方を持っていることを示唆している」「（首相の言動は、）韓国や中国だけでなく、米国からも常に監視されている」といった内容の日米関係に関する報告書を出していたことが8日に公表された。これについて、官房長官の菅義偉はレッテル貼りや誤解であるといった反論を行っている。その後、10日には菅が村山談話を「全て」踏襲すると明言し、安倍の4月22日の答弁を事実上撤回。さらに幹事長の石破茂も「首相自身は、戦前の肯定や美化は夢にも思っていない。」と述べ、政府・与党としてこの問題の対応に乗り出す考えを示唆した。12日には政調会長の高市早苗が「（東京裁判に関して）歴史観は安倍晋三首相自身、違った点もあるかと思う」とNHKの番組で述べたが、菅は「首相ももちろん受け入れている」とこれを否定し、「（高市に対して）政府の見解をしっかり説明したい」と述べている。米議会事務局はその後に『（「ナショナリストやウルトラナショナリスト（超民族主義者）で知られる人物を（閣僚に）起用した」などの）表現を使っただけだ。』という釈明をし、慰安婦問題に対しての明言は避けた。
2013年5月10日の衆議院内閣委員会では民主党最高顧問の岡田克也が『植民地支配』『侵略』といった言葉を使用するよう官房長官の菅義偉に求めたが、菅は「（侵略の定義に関する）学問的論争はともかく、内閣としての侵略の事実を否定した発言はないのだから村山談話は政治的に引き継いだことになる」といった趣旨の主張をしている。

#### 普天間基地移設問題
2013年12月25日、アメリカ軍普天間飛行場（沖縄県宜野湾市）の移設に向け、安倍晋三は沖縄県知事の仲井真弘多と会談し、日米地位協定に関し環境面を補足する協定を締結するための日米協議開始などの基地負担軽減策を示した。仲井真は「驚くべき立派な内容だ」と評価して移設先である名護市辺野古沖の埋め立て申請を承認する方針を固め、同年12月27日午前にこの申請を承認した。

#### 日本のリニア技術を米国に無償提供
安倍晋三首相は、2014年4月24日の日米首脳会談で、日本の超電導リニア新幹線の技術をアメリカへ無償提供すると表明する。2013年2月の首脳会談でも「日米同盟の象徴」と技術提供を提案していた。なお、リニアの研究は1962年から開始しており、通常では、リニア技術提供を望む場合、ライセンス料が徴収される。

#### 日米首脳会談での「満額回答」
2014年4月24日の日米首脳会談では、安倍首相はオバマ大統領から、「尖閣諸島は日米安保条約第5条の適用対象である」「力による現状変更に反対する（中露両国を念頭に置いた発言）」「集団的自衛権行使容認への取り組みを支持する」との趣旨の発言を引き出した。この会談の結果について外務省幹部は、「安全保障は満額回答だ。こちらの要望は全部受け入れられた」と発言した。

### 内政

#### ワタミ会長の参議院選挙への擁立
2013年5月28日、自民党がワタミグループ会長の渡邉美樹を参議院選挙に擁立する方針であることが明らかとなった。ただ2008年、ワタミフードサービスの社員が入社2か月後に自殺し、長時間労働が原因の自殺だと労災認定された経緯などから、今回の擁立について「ブラック」ジョークみたいだという声もあがっているという。ちなみにワタミは「労使対等というより労使一体」であるとされ、労働組合が存在しない。村上龍は『日経スペシャル カンブリア宮殿』で渡邊と対談した際に「（無理だと思うからやめるのではなく）途中で止めてしまうから無理になるんです」「鼻血を出そうがブッ倒れようが、とにかく全力でやらせる」 などの主張をされたため、何を言っているのか意味がわからなかったとの感想を述べている。
渡邉は元来アベノミクスに代表される金融緩和政策には懐疑的な立場であり、2011年東京都知事選挙では民主党の支援を得ていた人物である。その後アベノミクスで株式市場が順調に推移しはじめると「金融政策、財政政策で時間を稼いでいるうちに、規制緩和やTPP参加といったカードを切った方がいいと思う。」などの主張をはじめている。過去にはTPPに対して「国会議員は我々が選挙で選んでいる。とすると、原理的には国民の2割がTPPに反対していることになる。そんなことがあるだろうか。」との見解を示していただけでなく反原発と消費税増税も主張しており、これは民主党の衆院選公約と全く同じである。
2013年6月6日、渡邉が週刊文春の記事に対して提訴を検討していることが明らかとなった。記事の内容は、「365日24時間死ぬまで働け」などと書かれた『理念集』と称する社内冊子が存在するというもの。また、入社内定者に配布される“質疑応答集”という小冊子には「休みがあっても、自分の意志で出勤する社員もいます」といった時間外労働を求めるような記述もあるという。

#### 70歳定年制の例外規定を適用
2013年5月31日、自民党が参議院比例区における「70歳定年制」の例外規定を適用し、71歳の佐々木洋平を公認したことについて批判が高まったが、総務会長代行の二階俊博は29日の段階で「年が一つ多いとか、つまらんことで選ぶんじゃない。本当にばかばかしい。若ければいいなら30歳の候補を探してくればいい」 と拳を振り上げてこれを擁護し、候補変更はされなかった。佐々木は落選した。

#### 日雇い派遣の復活
2013年10月4日、「年越し派遣村」や「ネットカフェ難民」でかつて社会問題となった日雇い派遣を復活することが提案された。日雇い派遣の乱用防止を検討しているが具体策は示されていない。規制改革会議の鶴光太郎は「使用者側にもニーズがある」「短期間だけ働きたい人もいる」と主張している。また、「人を替えれば、一つの業務を派遣社員が担当し続ける」ことが可能になる仕組みも導入され、これについて住友商事相談役である岡素之は「労使が納得」して「多様な働き方を選べる」社会をつくるべきだと主張している。

#### 労働者派遣制度の見直し
2013年5月14日、鶴光太郎を座長とする規制改革会議の雇用部会で、『常用代替（＝恒常的に存在する業務に対して正規職から派遣労働者に置き換えることを認めること）防止』の見直しを目指すことが確認された。また労働ビッグバン当時と同様に「正社員と非正規労働者の二極化を是正する」ことが明記された。鶴光太郎はこれに関して、賃金の上昇と雇用流動化はトレードオフである（キーワードは「人が動く」）という考えを打ち出した上で『（労働市場二極化の是正のためには）正規雇用への改革も含めて行わなければ二極化の抜本的解決なし⇒「人が動く」必要』とその意義を説明している。
規制改革会議では、（専門26業務を除いて）最長3年に限定している派遣労働者の受け入れ期間の規制を変更することも検討している。これについて森永卓郎は、大胆な金融緩和による好景気の後に小泉内閣によって行われた一連の労働市場改革（製造業への派遣労働の解禁など）で雇用者報酬が減少し正社員が激減したのと同じ失敗を繰り返すだろうと批判している。

#### 解雇の金銭解決
2013年4月2日、安倍は衆議院予算委員会で、産業競争力会議の民間議員で経済同友会代表幹事の長谷川閑史の主張である『事後的な金銭解決など解雇手続きを労働契約法で明確に規定』することを検討対象とする考えを示した。解雇の金銭解決は6月の成長戦略に規制緩和策として盛り込むかが焦点となっている 。
2013年4月23日、再就職支援金を支払えば解雇できる「事前型の金銭解決制度」の導入について6月に策定する成長戦略に対しては盛り込まないことになった。一方、解雇にかかるコストが明確になり経営がしやすくなるため経団連側から要望が出ている解雇無効判決後の「事後型の金銭解決」については議論を継続することとなった。

#### “限定正社員”の創設
“限定正社員”とは、今の正社員と非正規雇用の中間に位置する雇用形態で、職務が続く限りは期間を定めずに雇用されるが、企業が職務を廃止した場合は『雇用契約が終わる』ものである。リストラなどで事業構造が大きく変わった場合に人件費を削減しやすい利点がある。規制改革会議が打ち出す6月の答申に盛り込まれることとなった。規制改革会議でこの提案をしている民間議員の鶴光太郎は、“限定正社員”を導入すれば企業が余剰人員を抱えることがなくなるため雇用の流動化につながるとその意義を述べている。
2013年4月23日の産業競争力会議で雇用流動化にむけた雇用制度改革の骨格が固まり、勤務地域や職種などを限定するいわゆる“限定正社員”の増員を促す方針が固まった。就業規則や労働契約で仕事の範囲を確定し、企業が解雇した場合の訴訟リスクを減らすことで増員を促すという。5月13日には、規制改革会議の雇用部会が「（限定正社員”の）解雇に必要な条件のルール化」を求めていくことを決めたが、これに関しては「個別の事例ごとに司法判断する」として厚生労働省は難色を示しているとされる。

#### 成長戦略（医療、外国人労働者などの特区構想）
2013年4月16日、安倍主導の下で大胆に規制を緩和する「アベノミクス戦略特区」を3大都市圏を中心に創設する検討に入ったことが明らかになった。東京は、外国人医師の受け入れや英語対応の救急車・薬剤師を置く特区を設けて最先端の医療都市を目指し、また他の地域では混合診療も検討対象としている。中部圏では高度な技能をもつ外国人労働者の受け入れを行う特区を創設し、他の地域では労働時間の規制緩和をする『未来型雇用特区』を検討している。
2013年5月14日の産業競争力会議において、小泉構造改革の中心人物で日本維新の会にも近い立場である竹中平蔵が、「混合診療など、これまで岩盤と言われてきた項目が抜け落ちている」と内容に不満を示していたことが分かっている。また、アメリカの金融情報紙ウォールストリートジャーナルは、社説で日本の医療制度について「作家フランツ・カフカの小説に匹敵する悪夢的な医療保険システム」と痛烈に批判し、営利目的の病院や医院の許可を求めている。さらには、「正社員の解雇をしやすくするといった計画」が後退していることにも不満を示し「（安倍の）今の政治的な勢いをこういった規制バリアーを打ち破る力に利用するべき」「（台頭する独断的な中国の挑戦に応えるといった）安倍首相のより大きな『人気のある』目標と経済改革は一致する」との説得を試みた上で、「（30年間の不景気などの要素に加えて）福島原発事故のショックは変革のためのめったにない機会を作った」といった、いわゆるショック・ドクトリン（「真の変革は、危機状況によってのみ可能となる」との主張）にも言及している。
2013年6月5日、成長戦略第3弾が発表されたが、東京株式市場では上記のような理由による「失望売り」から500円を超える大幅な値下がりとなった。成長戦略第3弾の内容は①「国家戦略特区」創設（都心の容積率の規制の緩和、インターナショナルスクール設置の支援、外国人医師の国内での医療行為の認可 など）②空港、道路整備でPFI（民間資金を活用した社会資本整備）の拡充③一般用医薬品（市販薬）のインターネット販売解禁 などである。アメリカの大手情報企業ロイター通信によると、エコノミストらは成長戦略について「一律の法人減税や、雇用流動化策が盛り込まれなかったため、主軸となる政策が抜け落ちている」といった評価を下しているという。またアメリカのウォールストリートジャーナルは、「外資を誘致するには英語が使いやすい環境のほか、雇用関連の規制緩和も必要になる」と『解雇をしやすくする』ことの意義を説明している。

##### 解雇特区構想
2013年10月16日、政府が国家戦略特区において労働者の権利に配慮する形で修士・博士号取得者などに限定した雇用規制緩和を検討していることに対して、民主党代表の海江田万里が「解雇特区」だと批判。安倍は「レッテル貼りは事実誤認で不適切だ」と反論した。ただし、産業競争力会議メンバーである竹中平蔵は「最初は修士・博士号取得者に限定しようという内容」と明言している。この問題に関しては竹中の主張するような「特区による規制緩和を突破口に、地域限定でなくやがて全国で解雇規制を緩める狙い」といった論点のほか、「解雇しやすくするのはいけない」「労働者を大事にしないブラック企業を野放しにする」「労働規制が地域によって異なるのはいけない、全国一律であるべき」と言った立場からの反対論が噴出している。

#### 消費税増税
政府は従来「（消費税増税は）さまざまな指標を見て総合的にタイミングを判断したい」としていたが、財務大臣の麻生太郎はG20直前の2013年4月19日付のフィナンシャルタイムズへの寄稿などで「予定通り（税率を）引き上げる考えだ」との表明を行い、大手メディアが一様に『踏み込んだ』という表現を使って報道した。その後に行われた2013年4月23日の参議院予算委員会の中では、麻生は「（判断する際にみる）指標にはいろいろある。政治的判断で決まる。」「景気が良くないと上げられないと（税制抜本改革法の附則に）書いてある」と従来の政府の立場を繰り返したが、財務省幹部は、その日の夕方に行われた麻生とOECD事務総長・アンヘル・グリアとの会談の中で麻生が「（増税の）実施を決定できるよう、経済環境をしっかりさせるべく頑張る」と述べたと日本経済新聞に公表した。さらに、翌日の24日には財務省が2013年1-3月期の全国の景気判断を「緩やかに持ち直しつつある」と上方修正したことを発表した。
2014年8月から消費税増税の判断に関する集中点検会合が複数開催された。この会合の資料で、土居丈朗は『予定通りの消費税率引上げの必要性』と表題で強調、伊藤隆敏は『予定通りの消費税率引き上げに賛成 3つの理由』との説明の中でアジア金融危機などが1997年時の増税失敗の原因であると指摘、吉川洋は『消費税率は予定どおり引き上げるべきである』と特筆大書するなど増税派が会合の大勢を占め、慎重派は片岡剛士、宍戸駿太郎など少数にとどまった。このような経緯を経て、2013年10月1日に首相の安倍晋三は消費税の8%への引き上げを決定した。

##### 消費税の再増税
2014年5月の家計消費が、ロイター通信の事前予想の前年比実質2.0%減を大幅に上回る8.0%減となった。4月の調査では4.6%減で東日本大震災やリーマンショック以来の落ち込みを示していたが、さらにそれを上回る減速となった。この原因について飯田泰之は、1989年の消費税3%の導入では物品税廃止や所得・資産課税減税が同時に実行されており、1997年の増税では所得・住民税減税が同時に実行されていたのに対して、2014年の増税ではそのような配慮が全くなかったことが影響していると分析している。
荻上チキや高橋洋一は財務省の活動についてコメントをしており、荻上は2013年11月に財務省側から「メールで『ご著書を拝読しました。消費税についてぜひ一度お話をさせて下さい』とコンタクトをとってきました。」「簡単にいえば、『いまなぜ消費税増税が必要なのか』について説明を受けたわけです。」とした。高橋は、2014年6月10日に元財務事務次官の勝栄二郎が読売新聞社の監査役となり、6月27日には元財務事務次官の真砂靖が日本テレビホールディングスの社外取締役に就任したことに注目し、消費税再増税の議論への影響を指摘している。
2014年8月13日、内閣府は4月から6月までのGDPが前期比で実質－1.7%、年率換算で－6.8%で、東日本大震災以来の下落幅となったと発表した。時事通信は、8月世論調査で消費税再引き上げに75%が反対しているとしたが、その一方で産経新聞は、企業業績への影響が想定以上だったとする企業は2%にとどまり再増税を賛成する企業は64%（前回調査から8%増加）に達するとした。消費に関しては7月に入っても上向く兆しがなく、「7月の1世帯当たりの食料品支出の内訳をみると、米は前年同月比8%減、牛乳や生鮮魚介も8%-14%台の大幅ダウン」「税抜きの本体価格（外税）表示が広がったため、レジでお金を払うたびに増税を意識する人が増えてきた」といった報道も出始めた。

#### 国民栄誉賞で異例の“セット受賞”
2013年4月1日、読売ジャイアンツ出身の長嶋茂雄・松井秀喜両名への国民栄誉賞授与方針を発表したが、そのときどきの権力者の「腹づもり」で決まるとも言われる曖昧な表彰基準に対して疑問視する質問が相次いだという。共同通信は今回の受賞について、同じ日に5月5日の東京ドームでの松井引退記念セレモニーを発表（長嶋も出席予定）したことを引き合いに出し、「どうして一つの球団からダブルなのか」「どこかすとんと胸に落ちない」と疑問を呈している。

#### 再生可能エネルギー売電事業への韓国企業の参入
2013年度中に韓国のハンファグループが、総出力10万キロ（100メガ）ワットの太陽光発電所を日本国内に建設することになった。再生可能エネルギーの全量買い取り制度で採算が確保できると判断したとされ、今後も外資の大型投資が相次ぐと言われている。

#### 「ブラック企業」の公表
若者の『使い捨て』が社会問題となる中、「ブラック企業」に対して社名を公表するなどの措置を行うよう政府に提言する方針を固めた。具体策として(1)重大・悪質な場合の司法処分と企業名の公表(2)問題企業への就職抑制策の検討(3)相談窓口の開設などが挙がっている。また自民党副総裁の高村正彦は、「正規社員の給料を上げるのはいいが、非正規社員が同じ労働をして同じ賃金でないのは正義に反する」「経済政策としても、同じ給料を上げるなら、正規社員より非正規社員を上げた方が良い。」と述べ、給与のあり方に苦言を呈した。「ブラック企業」の公表に関しては、Yahoo!ニュースのクリックリサーチにおける「ブラック企業の社名公表、賛成？反対？」とのアンケートに93.5%（44222票）の「賛成」が集まったという。
2013年5月31日、参院選の自民党比例区の公認を受けたワタミグループ会長の渡邉美樹は、「自民党や政府では現在、ブラック企業の定義を明確にし、該当する企業名を公表するなどの動きがあるようですが、私はこれに大賛成です」「一部の情報だけをもって、一方的にワタミグループをブラック企業と呼ぶことは、到底、受け入れられるものではありません。」などのコメントを出した。

#### 出入国管理・難民認定法改正案を閣議決定
2014年3月11日に、安倍内閣は、高度人材と認定された外国人が永住権を取得するために必要な在留期間を3年に短縮、親や家事使用人の帯同も認められるようにする出入国管理・難民認定法改正案を閣議決定する。外国人労働者受け入れの規制緩和と「移民の大量受け入れ」は軌を一にするとの見方が出ており、外国人労働者受け入れの規制緩和により入ってくる移民の大半は中国人になるだろうといった見方がある。

#### 移民・外国人労働者の受け入れ
2014年3月、毎年20万人の移民大量受け入れの本格的な検討に入った。
2016年3月、「労働力の確保に関する特命委員会」を立ち上げ、移民を含めた労働力としての外国人の受け入れに関する議論を開始した。下村博文は「1000万人、2000万人くるのは国民的理解を得られない」としたものの、特命委委員長の木村義雄は「『移民の寸前』まで持っていけるかも含めて議論したい」としている。